# Licinopsis
Licinopsis is een geslacht van kevers uit de familie van de loopkevers (Carabidae). De wetenschappelijke naam van het geslacht is voor het eerst geldig gepubliceerd in 1899 door Bedel.

## Soorten
Het geslacht Licinopsis omvat de volgende soorten:
- Licinopsis alternans Dejean, 1828
- Licinopsis angustula Machado, 1987
- Licinopsis gaudini Jeannel, 1937
- Licinopsis obliterata Wollaston, 1865
- Licinopsis picescens Wollaston, 1864
- Licinopsis schurmanni Machado, 1987